# 神戸ヘリポート
神戸ヘリポート（こうべヘリポート）は、兵庫県神戸市中央区港島中町8丁目1番地にあった公共用ヘリポート。ポートアイランドの西部にあり、神戸空港の管制圏内に位置した。面積は約2.8ha。
阪神高速湾岸線西伸部の事業化に伴い、2018年3月31日に廃止された。

## 利用状況
最盛期は2000年（平成12年）に年間着陸回数が2,889回を記録する関西最大のヘリポートだったが、数キロ南に神戸空港が開港して以降、民間航空会社の相次ぐ撤退と同空港への移転により、廃止直前には主な使用者が公共機関のみとなり、2018年に最後まで残っていた消防防災ヘリが神戸空港に移転して閉鎖された。
カワサキヘリコプタシステムにより1994年5月18日から2002年3月31日までの間、但馬飛行場、湯村温泉ヘリポート、播磨ヘリポート間の旅客便運行があった。このうち現在も併用中なのは但馬飛行場のみである。使用機材はカワサキBK-117B-1型。就航当時の大型時刻表にこの路線も掲載されていたため、北海道テレビ放送（HTB）制作の『水曜どうでしょう』のサイコロ3での移動手段の一つとなっていた。

## 主な使用者
公共機関
- 神戸市消防局の神戸市航空機動隊及び兵庫県消防防災航空隊[2]
  - 消防防災ヘリコプター
    - 5号機 川崎式BK-117型C-2 KOBE-2
    - 6号機 川崎式BK-117型C-2 HYOGO・KOBE-1
    - 消防防災2号機　川崎式BK-117型C-2 ひょうご

かつての使用者
- 大阪航空技術専門学校（学校法人ヒラタ学園）
- カワサキヘリコプタシステム

## 歴史
- 1987年12月18日 - 開港
- 2001年2月 - 学校法人ヒラタ学園が航空事業本部主基地を設置[3]
- 2006年4月1日 - 学校法人ヒラタ学園が指定管理者となる[3]
- 2009年9月 - ヒラタ学園航空事業本部主基地が神戸空港に移転[3]
- 2010年4月1日 - 株式会社日本空港コンサルタンツが指定管理者となる
- 2017年2月16日 - 神戸市消防局が、消防防災ヘリコプター基地を神戸空港島へ移転する方針を発表[4]
- 2017年2月 - 神戸市会定例会で、神戸ヘリポート条例を廃止する条例が可決
- 2018年3月31日 - 指定管理者の日本空港コンサルタンツが管理業務を終了。管理事務所閉所
- 2018年4月1日 - 供用廃止